# Госсетт, Чарльз Клинтон
Чарльз Кли́нтон Го́ссетт (англ. Charles Clinton Gossett; 2 сентября 1888, Прайстаун, округ Хайленд, Огайо — 20 сентября 1974, Бойсе, Айдахо) — 20-й губернатор штата Айдахо.
Чарльз Клинтон Госсетт родился в городке Прайстаун штата Огайо 2 сентября 1888 года. С восемнадцати лет он проживал в различных городах в штатах Орегон и Вашингтон, пока в 1922 году не осел в Нампе в соседнем Айдахо, где занимался фермерством и скотоводством.
В 1932 году Госсетт избрался в Палату представителей Айдахо, переизбравшись на второй срок в 1934 году. С 1937 по 1939 и с 1941 по 1943 годы Госсетт занимал должность вице-губернатора штата при, соответственно, губернаторах Барзилле Кларке и Чейзе Кларке. А в 1944 году ему удалось победить на губернаторских выборах от Демократической партии. Среди достижений за время его 11-месячного губернаторства:
- успешное лоббирование в легислатуре штата программы социальной помощи населению штата.
- повышение налоговых ставок на бензин и сигареты.
- учреждение чрезвычайного фонда заработной платы учителей.
- увеличение заработной платы чиновников.

В ноябре 1945 года Госсетт подал в отставку в пользу должности исполняющего обязанности сенатора после смерти Джона Томаса. Ему не удалось победить на выборах в Сенат в 1946 году. После этого Госсетт вновь участвовал в выборах губернатора Айдахо, но неудачно. Он отошёл от политики и занялся сельскохозяйственным бизнесом.
Чарльз Госсетт был женат на Кларе Флеминг, от которой имел троих детей. Он скончался в столице штата Айдахо Бойсе 20 сентября 1974 года и был погребён на кладбище города Нампа.